# How to Measure a Planet?
How to Measure a Planet? è il quinto album discografico in studio del gruppo musicale alt rock olandese dei The Gathering, pubblicato nel 1998.

## Descrizione
Il disco è stato registrato nei Paesi Bassi tra Amsterdam e Hilversum nel periodo luglio-ottobre 1998, per poi essere pubblicato a novembre dello stesso anno.
Il tema più frequente del disco, presente anche sulla copertina e nel titolo, è quello dei voli balistici nello spazio.
Il brano Liberty Bell è stato pubblicato come singolo discografico.

## Tracce
Testi di Anneke van Giersbergen
Disco 1
1. Frail (You Might as Well Be Me) – 5:04 (musica: René Rutten, Frank Boeijen)
2. Great Ocean Road – 6:19 (musica: Rutten, Hugo Prinsen Geerligs)
3. Rescue Me – 6:22 (musica: Rutten)
4. My Electricity – 3:32 (musica: Van Giersbergen)
5. Liberty Bell – 6:01 (musica: Rutten)
6. Red is a Slow Colour – 6:26 (musica: Rutten)
7. The Big Sleep – 5:01 (musica: Boeijen)
8. Marooned – 5:56 (musica: Rutten)
9. Travel – 9:06 (musica: Rutten, Boeijen)

Disco 2
1. South American Ghost Ride – 4:25 (musica: Boeijen)
2. Illuminating – 5:51 (musica: Boeijen)
3. Locked Away – 3:24 (musica: Van Giersbergen)
4. Probably Built in the Fifties – 7:26 (musica: Rutten)
5. How to Measure a Planet? (non presente nella versione giapponese) – 28:33 (musica: Rutten, Prinsen Geerligs)

## Formazione
- Anneke van Giersbergen - voce, chitarre
- René Rutten - chitarre
- Frank Boeijen - tastiere
- Hugo Prinsen Geerligs - basso
- Hans Rutten - batteria